# Daniele Danesin
Daniele Danesin (* 7. Dezember 1985 in Como) ist ein ehemaliger italienischer Leichtgewichts-Ruderer.

## Karriere
Danesin erhielt bei den U23-Weltmeisterschaften 2004 Bronze im Leichtgewichts-Doppelvierer. 2005 gewann er mit dem italienischen Leichtgewichts-Achter beim Ruder-Weltcup in Luzern, auch bei den Weltmeisterschaften 2005 in Gifu siegte der italienische Achter. 2006 ruderten Danesin und Marcello Miani im Leichtgewichts-Doppelzweier auf den zweiten Platz bei den U23-Weltmeisterschaften. Fünf Wochen danach gewann Danesin im Leichtgewichts-Doppelvierer bei den Weltmeisterschaften in Eton seinen zweiten Titel in der Erwachsenenklasse. 2007 siegte Danesin mit dem Leichtgewichts-Doppelzweier sowohl bei den U23-Weltmeisterschaften als auch bei den Weltmeisterschaften in München. Bei den Weltmeisterschaften 2008 in Linz siegte Danesin zum dritten Mal hintereinander mit dem italienischen Leichtgewichts-Doppelvierer. 
2010 ruderte Daniele Danesin im italienischen Leichtgewichts-Vierer ohne Steuermann. Nach dem vierten Platz bei den Europameisterschaften belegte der Vierer den sechsten Platz bei den Weltmeisterschaften. 2011 unterlagen Danesin, Andrea Caianiello, Marcello Miani und Martino Goretti im Finale der Weltmeisterschaften nur den Australiern. Bei den Europameisterschaften siegten die Italiener vor dem tschechischen und dem serbischen Boot. Die Vizeweltmeisterschaft 2011 bedeutete auch die Qualifikation für die Olympischen Spiele 2012 in London, dort belegte der italienische Vierer in der gegenüber dem Vorjahr unveränderten Aufstellung den zwölften Platz. Zum Abschluss der Saison 2012 und seiner Ruderkarriere startete Danesin bei den Weltmeisterschaften 2012 im Leichtgewichts-Doppelvierer und belegte den vierten Platz.
Danesin hatte bei einer Körpergröße von 1,82 Metern ein für Leichtgewichte typisches Wettkampfgewicht von etwa 70 Kilogramm.